# Mitch Crown
Mitchell Kroon, artiestennaam Mitch Crown (Curaçao, 1974) is een Nederlandse MC, producer, zanger, pianist en songwriter.

## Biografie
Mitch Crown wordt geboren in een familie met muzikanten. Zijn ooms, vader en moeder vormen samen de band "The Crowns". Hierdoor wordt Mitch al op jonge leeftijd geïnspireerd door muziek. Op zijn 6e krijgt hij een piano van zijn moeder, die hij na 10 jaar volledig kan bespelen. Hierna begint Mitch Crown te experimenteren met zijn stem.
Mitch Crown scoort in samenwerking met o.a. Hardwell de hit "Spaceman", met Fedde le Grand de hit "Let me be real" en met Quintino de zomer-hit "Heaven".

## Discografie

### Singles
| Single met eventuele hitnotering(en) in de Nederlandse Top 40 | Datum van verschijnen | Datum van binnenkomst | Hoogste positie | Aantal weken | Opmerkingen                                      |
| ------------------------------------------------------------- | --------------------- | --------------------- | --------------- | ------------ | ------------------------------------------------ |
| Scared of me                                                  | 2009                  | 23-05-2009            | tip5            | -            | met Fedde Le Grand / Nr. 39 in de Single Top 100 |
| Heaven                                                        | 2009                  | 04-07-2009            | 23              | 6            | met Quintino / Nr. 27 in de Single Top 100       |
| You can't deny                                                | 2010                  | 03-04-2010            | 26              | 5            | met Quintino / Nr. 59 in de Single Top 100       |
| Crazy                                                         | 2010                  | 23-10-2010            | 34              | 3            | Nr. 77 in de Single Top 100                      |
| So amazing                                                    | 2011                  | 09-04-2011            | tip5            | -            | met Viktoria Metzker                             |
| Call me a spaceman                                            | 2012                  | 09-06-2012            | 33              | 4            | met Hardwell / Nr. 40 in de Single Top 100       |